# Segunda dinastia de Ur
A segunda dinastia de Ur foi uma das dinastias sumérias a serem governadas. Não se sabe a data do início desta dinastia, mas deve ter durado o século XXIII a.C.. O arqueólogo Leonard Woolley afirma que alguns estudiosos 'falam de uma segunda dinastia de Ur, mas que é um mero nome ao qual não se pode atribuir nada do que se encontra no local'.

## História
A Lista de reis da Suméria diz que Hamazi foi derrotado por Ensacusana de Uruque, que fundou a segunda dinastia de Uruque. Depois de 3 reis e 187 anos, Uruque foi dito ter sido derrotado por Ur mais uma vez, embora na realidade eles pareçam ter governado lado a lado por cerca de metade do tempo. O primeiro rei da dinastia Nani governou 120 anos, enquanto seu filho Mesquianguenana II, governou por 48 anos.

Ao todo, quatro reis governaram um total de 116 anos antes de Ur ser derrotado e seu reinado levado para Adabe. A segunda dinastia é dito ter sido derrotado por Lugalanemundu de Adabe, embora pareça ter havido um domínio elamita breve e não registrado antes disso. Ela deixou comparativamente poucas evidências de si mesma, entretanto, e nenhum de seus fundadores, que podem ter sido os reis desta dinastia. Esses reis receberam o título de "Rei da Suméria e da Acádia" ao de Ur, combinando os elementos hostis do Norte e do Sul sob o mesmo governo, como dizia Radau:
"Restaurando na velha Babilônia a paz que havia sido perturbada por muitos séculos, mesmo desde a época da invasão semítica original."
Urgur dominava os semitas e os sumérios (Acádia e Sirpurla). Sua capital estava em Ur. Famoso como construtor de templos, ele construiu o templo de Teimila para o deus da lua Nana em Ur, o templo Eana para Inana em Ereque, o templo Ebarra para Samas em Larsa e a torre piramidal em Nipur.